# نهائي كأس رابطة الأندية الإنجليزية المحترفة 2015

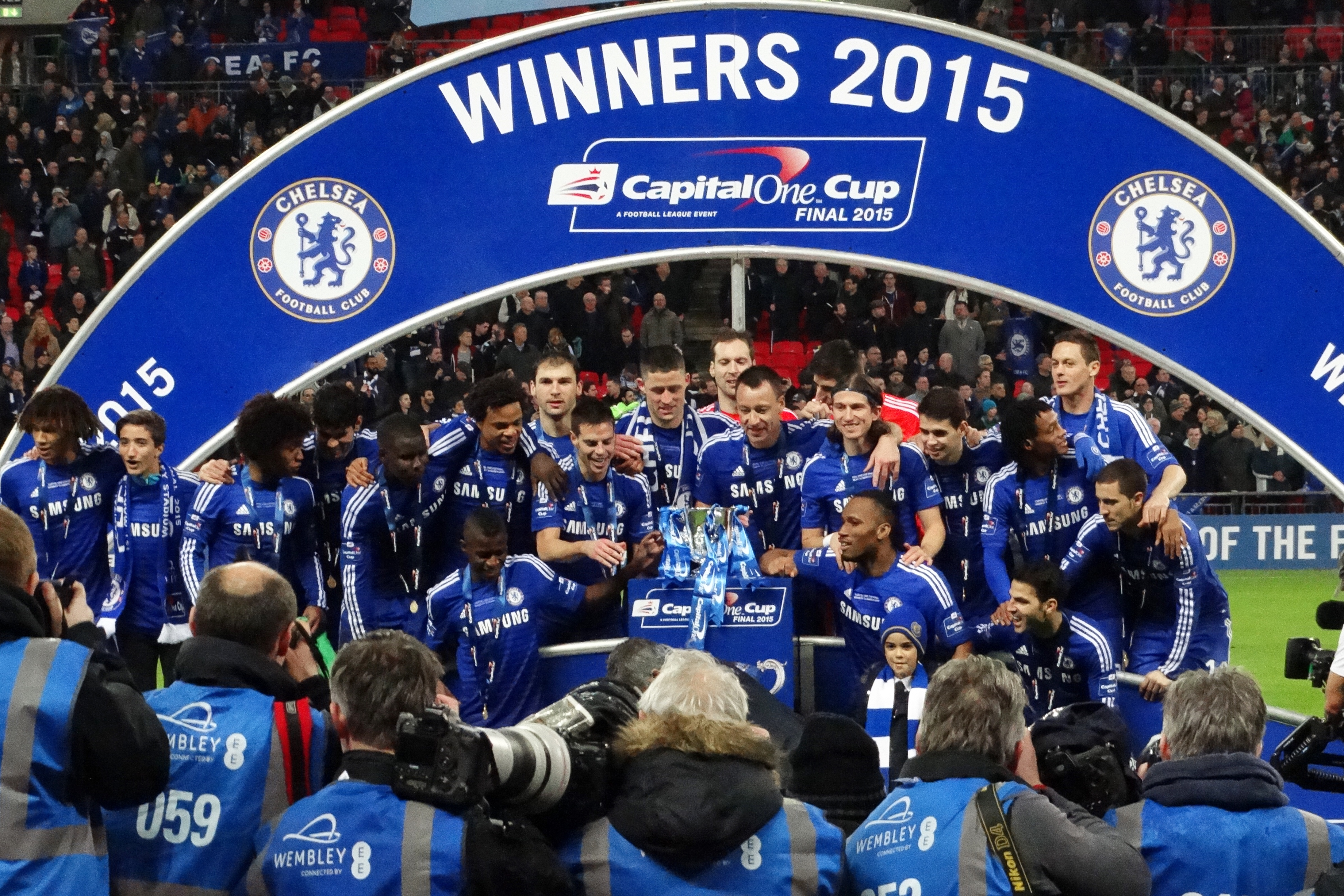
احتفال لاعبي نادي تشيلسي بلقب كأس الرابطة الأندية الإنجليزية المحترفة الخامس في تاريخ النادي

نهائي كأس الرابطة الإنجليزية المحترفة 2015 لعب نهائي كأس رابطة الأندية الإنجليزية المحترفة يوم الأحد 1 آذار 2015 على ملعب ويمبلي بين نادي تشيلسي وتوتنهام هوتسبير
انتهت المباراة بفوز تشيلسي على توتنهام 2-0
سجل الهدف الأول قائد البلوز اللاعب جون تيري في الدقيقة 45 و بعد عشر دقائق من الشوط الثاني سجل الهدف الثاني اللاعب البرازيلي الإسباني دييغو كوستا